# 22년

## 연호
- 신(新) 지황(地皇) 3년

## 기년
- 신(新) 왕망(王莽) 15년
- 신라(新羅) 남해 차차웅(南解次次雄) 19년
- 고구려(高句麗) 대무신왕(大武神王) 5년
- 백제(百濟) 온조왕(溫祚王) 40년
- 갈사부여(曷思夫餘) 갈사왕(曷思王) 1년

## 사건
- 2월 고구려 대무신왕이 동부여를 공격해 대소왕을 죽임
- 4월 동부여 대소왕의 막내동생인 갈사왕이 갈사부여를 건국함
- 7월 동부여 대소왕의 사촌동생이 무리 1만여 명을 이끌고 고구려에 투항함